# 産褥麻痺
産褥麻痺（さんじょくまひ、英:parturient paresis）とは、乳牛や羊など多くの家畜において分娩後72時間以内に起こる失神、麻痺を主徴とした低カルシウム血症、低リン血症を伴う急性疾患。乳熱（milk fever）、分娩性低カルシウム血症とも呼ばれる。日本のと畜場法では獣畜の難産、急性鼓脹症と共に切迫と殺の対象とされている。

## 原因
胎子の骨格形成のためにカルシウム需要量の増加、分娩ストレスによる食欲減退のために骨格からのカルシウム放出の増加および腸管からのカルシウム吸収の低下、生体内の生理作用因子がカルシウム代謝に抑制的に機能、分娩に際して血中および体組織のカルシウムの急激な乳腺への移行が挙げられる。

## 症状
麻痺、起立困難、興奮、昏睡などがある。血漿カルシウム濃度が5mg/dl以下では麻痺が必発するとされる。治療の遅れや他の疾患が存在する場合は産後起立不能へと移行する。

## 治療
強心剤の投与後、カルシウム剤の投与（主にボログルコン酸カルシウムの静脈内注射あるいは皮下注射）、乳房内空気注入法が用いられる。カルシウム剤の投与後12時間以内に起立しない場合は再投与を行う。

## 予防
泌乳末期と乾乳期のカルシウム摂取量を減少させることが必要である。分娩前約1週間にビタミンD3筋注、分娩時にリン酸カルシウムを投与、分娩後は高カルシウム飼料を給与する。

## 乳熱としての産褥麻痺に言及する作品
- 『ブロークン・トレイル 遥かなる旅路』